# 반한합시장중주

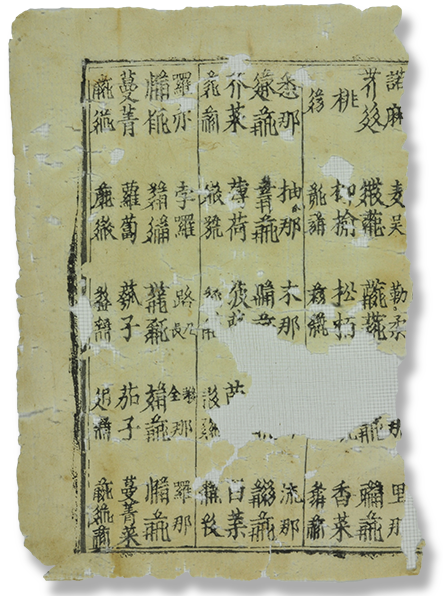

반한합시장중주(番漢合時掌中珠)는 중국어와 서하어 사이의 언어 용어집이다. 12세기 목판 인쇄 책의 완전한 사본으로 남아 있다. 이 책은 한자어의 발음을 서하 문자로, 서하 문자의 발음을 한자로 표기하여 탕구트 역사 음운론에 있어 매우 중요한 자료이며, 단일 서하어 사전이 출판되기 이전의 1차 자료였다.
원본은 목판화로 구성되어 있다. 서문은 중국어와 서하어로 작성된 동일한 내용이다. 서하과 중국인이 서로의 언어를 쉽게 배울 수 있도록 하기 위한 책임이 분명하다.